# Abrahámovce (district de Kežmarok)
Pour les articles homonymes, voir Abrahámovce.
Abrahámovce (allemand : Abrahamsdorf in der Zips), (hongrois : Ábrahámfalva) est un village de Slovaquie situé dans la région de Prešov.

## Histoire
Première mention écrite du village en 1286.

## Démographie

### Évolution de la population
| Année:               | 1994. | 2004.   | 2014.    | 2024. |
| -------------------- | ----- | ------- | -------- | ----- |
| Nombre de personnes: | 212   | 227     | 263      | 263   |
| Différence:          |       | +7,07 % | +15,85 % | +0 %  |

| Année:               | 2023. | 2024. |
| -------------------- | ----- | ----- |
| Nombre de personnes: | 263   | 263   |
| Différence:          |       | +0 %  |